# La catedral dels pobres
La catedral dels pobres és una pintura a l'oli de Joaquim Mir pintada el 1898, que pertany a la col·lecció Carmen Thyssen i que actualment s'exposa a les sales de la col·lecció permanent del MNAC. El museu també conserva un dibuix preparatori, des que el va adquirir el juliol de 2012 en una galeria privada de Barcelona per 40.000 euros. Segons va comunicar el mateix museu: "és una peça d'una gran rellevància històrica i qualitat artística, ja que no es tracta d'un estudi parcial o una nota, sinó que té un tractament figuratiu molt acabat i és considerada com un dels millors dibuixos realitzats per l'artista".
Aquesta obra, que data de l'època de joventut de Mir, quan formava part del grup la colla del Safrà (per les tonalitats groguenques amb què pintaven els suburbis de Barcelona), va ser exposada primer a l'Exposició de Belles Arts de 1898 i després al cèlebre local Els Quatre Gats. Mir va pintar la tela al mateix temple de la Sagrada Família, i va compondre l'escena en dues parts ben diferenciades: l'arquitectura al fons i la figura humana en primer terme, aconseguint així una fusió perfecta d'ambdues instàncies. A l'interès que té la pintura pels seus indiscutibles valors plàstics, se li suma el valor iconogràfic de representar un dels edificis més emblemàtics de l'arquitectura catalana moderna poc després que es comencés a edificar. En l'obra, es poden veure diversos elements que prefiguren l'eclosió de la modernitat artística catalana. S'hi reconeix la sensibilitat de la segona generació modernista, aquella que va donar origen a l'aparició de la colla del Safrà, de la qual van formar part artistes com ara Ricard Canals, Isidre Nonell o el mateix Joaquim Mir.